# 권은정 (배우)
권은정(1966년 10월 2일 ~ )은 대한민국의 배우이자 목사다.

## 생애
중앙대학교 연극영화학과를 졸업했다. KBS 9기 공채 탤런트로 데뷔했으며, 많은 배우로 전향했다. 그리고 작품 활동과 동시에 주일을 지키지 힘들었으므로, 전도사로 부터 현장에서 예배했다. 현재는 목사로 활동하고 있다.

## 출연작

### 드라마
- 2008년 KBS2 《태양의 여자》
- 2010년 SBS 《세 자매》... 은국 생모 역
- 2012년 MBC 《아들 녀석들》

## 가족 관계
- 남편 : 홍성원